# Serge Morand
Pour les articles homonymes, voir Morand.
 (février 2018).
Si vous disposez d'ouvrages ou d'articles de référence ou si vous connaissez des sites web de qualité traitant du thème abordé ici, merci de compléter l'article en donnant les références utiles à sa vérifiabilité et en les liant à la section « Notes et références ».
Serge Morand, né le 20 septembre 1959 à Rennes (Bretagne, France), est un écologue et biologiste de l’évolution français. 
Spécialiste en écologie parasitaire, il s’est intéressé à la diversification des parasites et au rôle de la diversité parasitaire comme force écologique et évolutive. Écologue de terrain, il analyse le rôle de la biodiversité pour la santé et le bien-être des humains, de leurs animaux et de la faune sauvage. Il conduit ses recherches principalement en Asie du Sud-Est, sur les impacts des changements planétaires globaux (changement climatique et changement d’usage des terres) sur les liens entre conservation de la biodiversité, santé et sociétés. Sa démarche de recherche combine des analyses globales et des études locales, valorisant un pluralisme des approches disciplinaires scientifiques.

## Biographie
Après un baccalauréat en mathématiques et technologie au lycée Voillaume d’Aulnay-sous-Bois, il obtient une licence de biologie des populations à l’université Pierre-et-Marie-Curie, aujourd'hui la faculté des sciences et ingénierie de Sorbonne Université (Paris), puis une maîtrise de biologie des populations à l’université de Rennes (Bretagne). Il soutient ensuite un diplôme d’études approfondies (ancien master) en écologie, puis une thèse à l’université de Rennes où il se spécialise en écologie parasitaire. Il est ensuite recruté au CNRS et intègre le Centre d’écologie tropicale et méditerranéenne de l’université de Perpignan au sein de l’équipe de Claude Combes. Il y soutient une habilitation à diriger les recherches. L’obtention d’une bourse de la Royal Society lui permet de s’initier aux méthodes comparatives à l’université d’Oxford dans l’équipe de Mark Woolhouse. Serge Morand devient alors un des promoteurs de l’analyse comparative des interactions hôtes-parasites, ainsi que de la macroécologie appliquée aux parasites.
Après un passage à l’Institut de recherche pour le développement (IRD) au Centre de biologie et de gestion des populations de Baillarguet, il rejoint l’Institut des sciences de l’évolution de l’université de Montpellier (ISEM). Cette période se caractérise par un engagement pour la communauté naissante de recherche en biodiversité (Agropolis International, Institut français de la biodiversité puis Fondation de recherche pour la biodiversité).
Son intérêt pour des approches plus impliquées en biodiversité et maladies infectieuses émergentes le rapproche du CIRAD. 
Serge Morand est directeur de recherche au CNRS (Institut des sciences de l’évolution de Montpellier) et chercheur associé au CIRAD (ASTRE). Il est basé en Thaïlande à la faculté de technologie vétérinaire de l’université Kasetsart, et il est également professeur invité à la faculté de médecine tropicale de l’université Mahidol.
Il participe à la rédaction du livre La fabrique des pandémies : Préserver la biodiversité, un impératif pour la santé planétaire publié en 2021. Cet ouvrage est adapté en 2022 dans un film éponyme réalisé par Marie-Monique Robin.

## Distinction
Une espèce de nématode, Agfa morandi Ribas et Casanova, 2002 a été décrite en référence à ses travaux en systématique des nématodes d’invertébrés.

## Ouvrages

### Ouvrages scientifiques
- R. Poulin, S. Morand, A. Skorping (dir.), Evolutionary biology of host-parasite relationships: theory meets reality, Amsterdam, Elsevier, 2000.
- R. Poulin, S. Morand, The parasite biodiversity, Washington, Smithsonian Institution Press, 2004.
- S. Morand, B. R. Krasnov, R. Poulin (dir.), Micromammals and macroparasites: from evolutionary ecology to management, Tokyo, Springer-Verlag, 2006.
- S. Morand S, B. R. Krasnov (dir.) The Biogeography of host-parasite interactions, Oxford, Oxford University Press, 2010.
- S. Morand, F. Beaudeau, J. Cabaret (dir.) New frontiers of molecular epidemiology of infectious diseases, Springer, 2012.
- S. Morand, Krasnov, T. Littlewood (dir.), Parasite diversity and diversification: evolutionary ecology meets phylogenetics, Cambridge University Press, 2015.
- S. Morand, J.-P. Dujardin, R. Lefait-Rollin, C. Apiwathnasorn (dir.) Socio-ecological dimensions of Infectious Diseases in Southeast Asia, Singapour, Springer, 2015.
- S. Morand, C. Lajaunie, R. Satrawaha, Biodiversity Conservation in Southeast Asia: Challenges in a Changing Environment, Londres, Routledge EarthScan, 2017.
- S. Morand, C. Lajaunie, Biodiversity and Health. Linking Life, Ecosystems and Societies,Londres, ISTE Elsevier, 2017.

### Ouvrages grand public
- S. Morand, G. Pipien, (dir.), Notre Santé et la Biodiversité, Buchet-Chastel, 2013.
- S. Morand, F. Moutou, C. Richomme (dir.), Faune sauvage, biodiversité et santé, quels défis ?, Versailles, Quae, 2014.
- S. Morand, M. Figuié (dir.), Émergence de maladies infectieuses. Risques et enjeux de société, Versailles, Quae, 2016.

### Essai
- La Prochaine Peste : Une histoire globale des sociétés et de leurs épidémies, Paris, Éditions Fayard, 2016.
- L'homme, la faune sauvage et la peste, Paris, Éditions Fayard, 2020.